# 半耐寒性
半耐寒性（はんたいかんせい、half-hardy）とは、園芸における植物の区分の1つである。半耐寒性の基準は様々であるが、一般に3〜5℃の低温には耐えるものの、0℃以下の環境、特に霜を伴う条件下では枯死するものを指す。
このような植物は、伊豆半島や房総半島南部等のほとんど霜が降りない地方（無霜地帯）では野外で越冬が可能だが、冬季の降霜が普通である東京や大阪では、霜よけや加温設備が必要となる。

## 主な半耐寒性植物
越冬一年草
プリムラ、シネラリア、ディモルフォセカ、カーネーションなど。
秋植え球根
フリージア、イキシア、ラナンキュラスなど